# Joe Davola
Joe Davola är en amerikansk TV-producent.
Han drev ett litet TV-produktionsbolag som nu är en del av Tollin-Robbins Productions. Joe samarbetar med Mike Tollin och Brian Robbins på många av deras projekt, såsom All That, The Amanda Show, The Nick Cannon Show, Smallville, One Tree Hill, What I Like About You, och The Bronx Is Burning.
Davola startade sin karriär på MTV där han snabbt blev en av de största producenterna. Han hjälpte bland annat med att skapa kultspelsprogrammet Remote Control. Därefter började han arbeta för Fox Broadcasting Company, där han skapade Emmy Award-vinnande serier som In Living Color och The Ben Stiller Show. Davola gick efter det tillbaka till MTV, där han arbetade på MTV Films, MTV Home Video och MTV Production. Efter det började han arbeta för Dreamworks-television där han var inblandad i bland annat ABC-serien Spin City.